# Sarotherodon linnellii
Sarotherodon linnellii är en fiskart som först beskrevs av Lönnberg, 1903.  Sarotherodon linnellii ingår i släktet Sarotherodon och familjen Cichlidae. IUCN kategoriserar arten globalt som akut hotad. Inga underarter finns listade i Catalogue of Life.